# Камень-Гуровський
Камень-Гуровський (пол. Kamień Górowski) — село в Польщі, у гміні Вонсош Гуровського повіту Нижньосілезького воєводства.
Населення — 257 осіб (2011).
У 1975-1998 роках село належало до Лешненського воєводства.

## Демографія
Демографічна структура станом на 31 березня 2011 року:
|          | Загалом | Допрацездатний вік | Працездатний вік | Постпрацездатний вік |
| -------- | ------- | ------------------ | ---------------- | -------------------- |
| Чоловіки | 130     | 34                 | 85               | 11                   |
| Жінки    | 127     | 27                 | 64               | 36                   |
| Разом    | 257     | 61                 | 149              | 47                   |